# Приходько, Вячеслав Михайлович
Вячесла́в Миха́йлович Прихо́дько (род. 20 января 1948, Калининград) — советский и российский учёный, специалист в области транспорта и транспортного машиностроения. Ректор МАДИ в 2001—2016 годах, профессор, доктор технических наук, член-корреспондент РАН (2003).

## Биография
В 1966 году окончил Пуксоозёрскую школу Плесецкого района Архангельской области, в том же году поступил в Московский автомобильно-дорожный институт. Окончил вуз в 1971 году с отличием по специальности «Эксплуатация автомобильного транспорта» (факультет автомобильного транспорта); в том же году поступил в аспирантуру МАДИ на кафедру технологии металлов, в 1975 году защитил кандидатскую диссертацию. С 1979 года совмещает научно-педагогическую деятельность с административной работой (должности в приёмной комиссии, начальник учебно-методического управления).
В 1979 году присвоено звание доцента. Проректор по вечернему и заочному обучению (1983), проректор по учебной работе (1987). С 1989 года — профессор.
В 1993 году назначен первым проректором МАДИ, в 1994 году возглавил кафедру «Технологии конструкционных материалов».
В 1996 году защитил докторскую диссертацию.
В 2001 году избран ректором МАДИ.
В 2016 году снят с должности ректора МАДИ. Исполняющим обязанности ректора назначен Борщ Виталий Викторович.
32 научные и научно-методические работы, из них — 5 монографий.

### Инженерная педагогика
Активно занимается вопросами инженерного образования и его совершенствования с 1980-х годов. Начинал с разработки научно-методических и организационно-методических вопросов формирования контингента обучаемых. Параллельно занимался созданием в МАДИ системы непрерывного многоуровневого высшего технического образования, учитывающего специфику подготовки инженерных и научно-технических кадров для транспортно-дорожного комплекса России. Сформулировал концепцию системы подготовки и повышения квалификации преподавателей технических вузов России, интегрированной в IGIP.

## Награды и премии
- В 1986 году награждён орденом «Знак Почёта».
- В 1998 году награждён медалью «В память 850-летия Москвы».
- В 2000 году награждён орденом Дружбы — за заслуги в подготовке высококвалифицированных специалистов и научной деятельности[3].
- В 2000 году в составе авторского коллектива за работу «Разработка и внедрение научно-методического обеспечения совершенствования инженерного образования и создания системы подготовки и повышения квалификации преподавателей технических вузов» удостоен премии Президента РФ в области образования за 1999 год[4].
- Лауреат Премии Правительства РФ в области науки и техники (2007);
- Лауреат Премии Правительства РФ в области образования (2008);
- Орден «За заслуги перед Отечеством» IV степени (2008)[источник не указан 1087 дней].